# 塩田団平
塩田 団平（しおた だんぺい、旧字体：塩田 團平、1881年〈明治14年〉4月1日 - 1963年〈昭和38年〉4月16日）は、日本の政治家。銀行家。羽後銀行（現：北都銀行）頭取。

## 来歴・人物
秋田県雄物川町（現：横手市）沼館の大地主の長男として生まれる。幼名、重三。明治41年、父親が死去し、8代目の団平を襲名。
旧制秋田中学、東京高等商業学校（現：一橋大学）を卒業。帰郷後、1913年（大正2年）32歳で沼館町（現：横手市）町長に就任し、1946年（昭和21年）まで町長を務めた。また、この間には1919年（大正8年）からは秋田県会議員を2期、1924年（大正13年）からは衆議院議員を2期（第15回、第17回総選挙当選）、1939年（昭和14年）には、貴族院多額納税者議員にも選出され、同年9月29日に就任し、同成会に所属して1947年（昭和22年）5月2日の貴族院廃止まで在職した。
1916年（大正5年）、隣村の土田万助とともに横荘鉄道の創業に参画。この開通した「横手-沼館」の横荘線を地域住民は親しみを込め、団万鉄道と呼んだ。また、昭和初年には沼館農林学校を私財を投じ設立した。
その後、秋田農工銀行や植田銀行を創立。1921年（大正10年）から1932年（昭和7年）まで秋田貯蓄銀行取締役を務め、1943年（昭和18年）には、羽後銀行の頭取に就任し、本店の増田町から横手市への移転等の施策を講じた。1963年（昭和38年）4月16日、82歳で死去。

## ルーツ
- 沼館に蔵光院というお寺があり、300年以上前に中興開山と言われた宥受和尚が、同町館合の小柳家から二男をもらい受け、寺の子とし、後に寺の分家として独立したのが初代・塩田団平だという[1]。初めは小柳団平と称していたが、のち宥受和尚の生国・伊勢の塩田の地名にちなんで塩田と改姓[1]。

## 親族
きょうだいは3人の弟と4人の姉妹（1人は姉）の8人。次男に北都銀行の初代会長を務めた塩田雄次がいる。
以下、人事興信録8版より。
- 父・7代団平
- 母・フサ（萬延元2月生、高橋利兵衛の長女）
- 妻・セツ（明24年、2月生、菅忠吉・三女）
  - 女・慶子（明42年1月生）
  - 長男・浩太郎（明治四四、七生）
  - 次男・雄次（大正二、一生）
  - 三男・陽三（大正五、六生）
  - 二女・榮子（大正八、四生）
  - 三女・武子（大正一一、三生）
  - 四男・兼四郎（昭和二、七生）

### 一族
- 姉・イチ（明一二、一生）
- 妹・クニ（同三四、四生）
- クニの夫・湊貞輔